# Za Jeziorem (Klocek)
Za Jeziorem – przysiółek wsi Klocek w Polsce, położona w województwie kujawsko-pomorskim, w powiecie tucholskim, w gminie Tuchola, na obszarze Tucholskiego Parku Krajobrazowego. Wchodzi w skład sołectwa Klocek.
W latach 1975–1998 Za Jeziorem administracyjnie należało do województwa bydgoskiego.